# Drosophila melanogaster
Drosophila melanogaster (dobesedno grško ljubiteljica rose s temnim trebuhom) je majhna muha iz družine vinskih mušic. Samice merijo 2,5 mm, samci pa so nekoliko manjši. V naravi imajo opečnato rdeče oči in rjavkasto-rumeno telo s prečnimi obroči temne barve preko zadka. Vrstno ime je dobila po lastnosti samcev, da imajo na hrbtni strani temno obarvano konico zadka, s čimer jih je mogoče enostavno ločiti od samic.
Imajo izredno hiter razvojni krog. Življenjska doba je močno odvisna od temperature in znaša 8,5 dni v idealnih pogojih (25 °C). Samica izleže okrog 400 jajčec naenkrat, skupaj v času svojega življenja do 2000. Izleže jih v odmirajoč les, gnijoče sadje ali gobe oz. podobne substrate. Ličinke se izležejo po 12 do 15 urah. Rastejo približno 4 dni in se medtem dvakrat levijo, nato pa zabubijo in preobrazijo v odraslo žival. Samica se prične odzivati na dvorjenje 8–12 ur po tem in se lahko prične pariti.
Vrsta je doživela slavo z delom biologa Thomasa Hunta Morgana (1833–1945). Muha je zelo primerna za raziskave dednosti, mutacij in prilagoditve na življenjsko okolje iz več razlogov: 
- je nezahtevna za gojenje in se brez težav razmnožuje v laboratoriju
- hiter generacijski čas omogoča preučevanje mnogih generacij v danem času
- v celicah žlez slinavk ima orjaške kromosome z jasno vidnimi regijami, kjer se dogaja prepisovanje genov
- fenotipsko izražanje genskih znakov je enostavnejše kot pri denimo sesalcih

Na modelu te vrste so raziskovalci iz Morganovega laboratorija najprej potrdili Mendlove principe dedovanja nevezanih lastnosti, nato pa so se lotili kompleksnejših pojavov. Kmalu so jih pričeli gojiti in preučevati tudi v drugih vodilnih laboratorijih in danes je D. melanogaster najbolj preučevan evkariotski organizem. Celoten genom je znan od leta 2000. Enostavno gojenje in možnost kontroliranega uvajanja mutacij omogoča preučevanje tudi mnogih drugih procesov – embriološkega razvoja, vedenja, fiziologije, evolucije idr.